# Somogyi Imre (író)
Somogyi Imre (Abony, 1902. május 26. – Budapest, 1947. augusztus 5.) író, szobrász, népnevelő, kertész, mezőgazdasági szakíró, országgyűlési képviselő. Gyakran használt mellékneve: „Kertmagyarország apostola”: Legismertebb műve Kertmagyarország felé című könyve, amelynek címe fogalommá vált. Posztumusz Kossuth-díjas (1948).

## Élete
Szegényparaszt családban született, ismereteit jórészt önképzéssel, fizikai munka mellett szerezte. 1926-ban templomfestőként dolgozott, később díszletfestést, kő- és gipszszobrok készítését tanulta, 1929-től két évig a Képzőművészeti Főiskolán tanult.
Ezután irányt váltott: a bolgárkertészetet tanulmányozta, majd az 1930-as évek közepén Györffy István munkatársaként néprajzi gyűjtéseket végzett az országban. A 30-as években népművelőként is járta az országot, új mezőgazdasági módszerekre oktatott. Tolna és Baranya megyében spontán termelőszövetkezeteket szervezett, a következő évtizedben Paraszt Népfőiskolák egyik szervezője volt és népi kollégiumot is szervezett. Saját találmánya a hasura, a korai fagy okozta károk ellen használt gyékény.
1939-ben a Nemzeti Parasztpárt alapítója lett, tagja volt a párt vezetőségének is. 
A német megszállás után részt vett az ellenállási mozgalomban, ennek is köszönhette, hogy 1945 után a szovjet megszállási övezetben alakult Ideiglenes Nemzetgyűlés tagja lett.
A háború után több vezetői posztot kapott: a kertészeti osztályt vezette Budapest közellátási kormánybiztosságán, a Földművelésügyi Minisztérium Mezőgazdasági és Újjászervezési Csoportját, és alelnöke volt a Földművesek Országos Gazdasági Szövetségének.
A budapesti Hősök terén vetkőztető szovjet katonáknak ellenállt, rálőttek és az elszenvedett sérülésbe halt bele.

## Kertmagyarország
Kertmagyarország gondolata, amelyet az 1940-es években sokat emlegettek, a minőségi földművelés magyarországi megteremtését sürgette, amely a szegényparasztok számára a társadalmi felemelkedés útja lehetett. Eközben kiállt a feledésbe merülő magyar állat- és növényfajták és mezőgazdasági módszerek visszahonosítása mellett. A könyv megemlíti a szürkemarhát a komondort, a magyar parasztlót, vagy az eltékozolt örökséget, a kihalt szalontai vörös disznót is, illetve a szintén kihalt Körös-Tisza-vidéki mocsári sertésfajtát, a sulyomi disznót.

## Főbb művei
- Kertmagyarország felé (Budapest, 1942)
- Tökkel sütött kenyér (Budapest, 1945)
- Gyümölcsfeldolgozás cukor nélkül (Budapest, 1945)